# Врятувати рядового Раяна
«Врятува́ти рядово́го Ра́яна» (англ. «Saving Private Ryan») — воєнний фільм Стівена Спілберга 1998 року, який оповідає, зокрема, про висадку військ союзників у Нормандії під час Другої світової війни. Картина заснована на реальних подіях, що сталися з братами Ніланд під час Другої світової війни. Фільм був удостоєний п'яти премій «Оскар»: за найкращу режисуру, роботу оператора, звук, монтаж і монтаж звуку.
На 1 березня 2024 року фільм займав 24-ту позицію у списку 250 найкращих фільмів за версією IMDb.

## Сюжет
Наші дні. Літній чоловік разом зі своєю сім'єю відвідує військовий цвинтар.
Дія переноситься у минуле. Під час Другої світової війни у військовому департаменті одна з друкарок, що набирала повідомлення про смерть солдатів, виявляє, що одна із сімей отримає відразу три повідомлення в один день — три брати майже одночасно загинули в бою. Щоб хоч якось втішити горем вбиту матір загиблих синів, командувач генерал Джордж Маршалл наказує вивезти на батьківщину останнього, молодшого брата, рядового Джеймса Френсіса Раяна, парашутиста зі 101-ї повітряно-десантної дивізії, що висадилися десь на узбережжі Франції. Ситуація ускладнюється тим, що парашутисти все ще ведуть бої в тилу противника, причому багато хто були викинуті далеко від запланованих зон висадки.
Знайти Раяна і доставити його до штабу доручено капітанові Джону Міллеру (Том Генкс), командиру роти 2-го батальйону рейнджерів, які тільки що з величезними втратами висадилися на узбережжя Нормандії. Міллер набирає загін із бійців своєї роти на чолі з сержантом Майклом Хорватом (Том Сайзмор) — досвідченим бійцем, з яким вони вже воювали в Північній Африці та Італії. Оскільки в загоні немає нікого, хто б знав французьку та німецьку мови, Міллер бере з собою штабного клерка капрала Тімоті Апхема (Джеремі Девіс), який ще жодного разу не брав участь у бою.
У першому ж містечку, куди загін приходить у пошуках Раяна, від кулі снайпера гине один з бійців, рядовий Адріан Капарзо (Він Дізель). Серед оточених у місті десантник Міллер знаходить солдата на прізвище Раян (Натан Філліон), але він виявляється лише однофамільцем розшукуваного.
Також Міллер і його загін знаходять розбитий планер з тілом заступника командира 101-ї дивізії. Пілот, що дивом залишився живим, розповідає, що комусь із штабних прийшла в голову думка посилити захист планера сталевими листами. У результаті планер виявився занадто важким і каменем впав на землю. Однак серед поранених і вбитих Раяна теж не виявляється. У відчаї Міллер починає розпитувати бійців із колони, що проходить повз. На щастя, в їх числі виявляється один з приятелів Раяна, контужений в результаті вибуху гранати. Він розповідає, що якийсь офіцер взяв Раяна в числі інших бійців у місто Раммель на річці Мардер, у якому десантникам наказано охороняти стратегічно важливий міст.
По дорозі до міста взвод Міллера натикається на зруйнований нальотом авіації німецький радар, перед яким лежать трупи десантників з 82-ї повітряно-десантної дивізії. Побоюючись за життя тих, хто піде цим шляхом пізніше, Міллер наказує своєму загону знищити кулемет, з якого було вбито їх товаришів. Бійці загону заперечують, але Міллер наполягає на своєму і особисто очолює атаку. Кулеметна обслуга знищена, але медик Ірвін Вейд (Джованні Рібізі) смертельно поранений і помирає через кілька хвилин. Єдиного захопленого кулеметника Міллер змушує копати могилу для загиблих товаришів. Капітан Міллер веде себе холоднокровно. Він відходить від своїх солдатів, спускається в воронку, дістає карту. І плаче. На карті нанесені червоні стрілки, що відображають просування військ, але зовсім недавня смерть Вейда відкриває інший бік війни: за стрілками і картами стоять живі люди, стоїть їх смерть.
Коли могила викопана і підлеглі Міллера збираються розстріляти німця, той відчайдушно намагається врятувати своє життя, викрикуючи невлад англійські слова: «Міккі Маус», «пароплав Віллі», «Я люблю Америку», — і навіть намагаючись співати американський гімн. Апхем заступається за нього. Міллер без пояснень відпускає німця. Рядовий Річард Рейбен (Едвард Бернс) обурюється і відмовляється далі виконувати накази Міллера, пориваючись піти. Сержант Хорват наставляє на Рейбена пістолет. Міллер несподівано розряджає ситуацію, пояснивши свій вчинок. Він каже, що до війни був шкільним вчителем, і що війна занадто сильно його змінила, а з кожним новим убитим він опиняється все далі від дому. Міллер хоче лише виконати наказ і буде радий, якщо цим заслужить право повернутися додому. Він не буде віддавати Рейбена під трибунал і навіть допоможе йому оформити переведення, якщо той так хоче. Рейбен, помічаючи, як його товариші ховають тіло загиблого Вейда, вирішує залишитися.
Прибувши в Раммель, загін знаходить рядового Раяна (Метт Деймон), проте той, на їхнє здивування, відмовляється повертатися в тил, оскільки не може кинути друзів перед обличчям неминучої загибелі. Міллер не відчуває себе вправі наполягати, але, за пропозицією Хорвата, вирішує очолити й організувати оборону мосту.
За кілька годин до мосту підходить понад 50 німців у супроводі двох танків «Тигр», двох самохідних гармат і 20-мм автоматичної зенітної гармати. Під час битви гинуть майже всі захисники мосту (зумівши, однак, знищити обидві самохідки і один «Тигр»), включаючи і підлеглих Міллера: рядового Мелліша (Адам Голдберг) і снайпера Джексона (Баррі Пеппер). Ті, що вижили, відступають за міст, маючи намір підірвати його, проте снаряд з танка потрапляє в дріт, що йде до запальника, і вибуху не відбувається. При спробі підірвати міст капітан Міллер отримує смертельне поранення в груди, поруч з ним гине сержант Хорват, який намагався підбити танк з базуки. Апхем із воронки бачить, що кулю, яка поранила капітана, випустив німець, якого вони відпустили вранці біля радара.
З усього загону вижили лише Рейбен, Апхем і Раян. Поранений Міллер, привалившись до загороди з мішків з піском, стріляє з пістолета в оглядову щілину німецького танка, що наближається до нього. Раптово танк вибухає — в нього потрапляє авіабомба із надісланого на допомогу літака. Через міст на той бік переходять американські солдати. Апхем вистрибує з воронки і зупиняє групу полонених німців, де і був той самий «пароплав Віллі», якому він і капітан подарували життя. Звільнений німець пізнає його і намагається знову вимолити прощення, але Апхем холоднокровно розстрілює його, після чого дозволяє іншим німцям піти.
Вмираючи, капітан шепоче Раяну: «Джеймс, будь гідний цього …» Приведений Рейбеном медик вже безсилий йому допомогти.
Через багато років постарілий Раян з дітьми та онуками приїжджає на могилу капітана у Франції. Він говорить з капітаном Міллером на його могилі, говорить, що прожив гідне життя і виправдав всі ті жертви і перипетії, яких капітан і його загін зазнали заради порятунку його — рядового Раяна.

## У ролях
- Том Генкс — капітан Джон Міллер
- Едвард Бернс[en] — рядовий Річард Рейбен
- Том Сайзмор — сержант Майкл Хорват
- Джеремі Девіс — капрал Тімоті Апхем
- Метт Деймон — рядовий Джеймс Раян
- Він Дізель — рядовий Адріан Капарзо
- Адам Голдберг — рядовий Стенлі Мелліш
- Баррі Пеппер — рядовий Даніель Джексон
- Джованні Рібізі — медик Ірвін Вейд
- Денніс Фаріна — лейтенант Андерсон
- Тед Денсон — капітан Хамілл
- Харв Преснелл[en] — генерал Джордж Маршалл
- Браян Кренстон — полковник Військового міністерства США
- Натан Філліон — рядовий Джеймс Фредерік Райан
- Пол Джаматті — сержант Вільям Хілл
- Ендрю Скотт — солдат на пляжі

## Створення

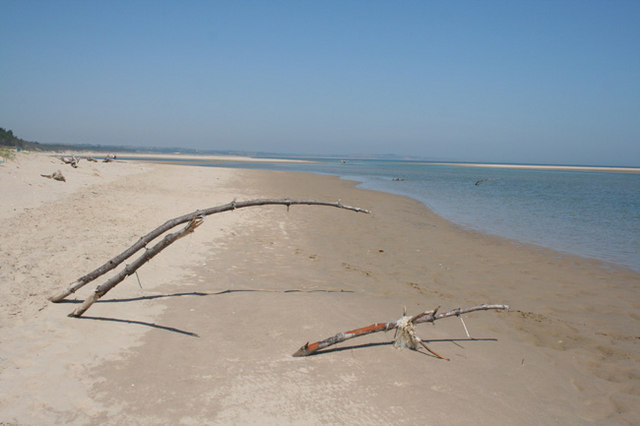
Пляж у селищі Карракло, Ірландія, де знімалась початкова сцена фільму з висадкою військ

Режисер Стівен Спілберг почав замислюватися про запрошення в проєкт Метта Деймона після перегляду картини «Мужність під вогнем», але довгий час вважав актора занадто худорлявим. З подачі Робіна Вільямса Спілберг познайомився з Деймоном на знімальному майданчику фільму «Розумник Вілл Гантінг» і змінив свою думку. Іншим претендентом на роль Раяна був Едвард Нортон. Роль Капарзо була написана спеціально для Віна Дізеля, після того як Спілберг ознайомився з попередніми роботами актора.
Всі провідні актори в примусовому порядку проходили армійські тренування протягом декількох днів, виняток було зроблено лише для Метта Деймона, якому, незважаючи на присутність у назві прізвища його героя, все-таки відводилася другорядна роль.
В силу обставин основна частина зйомок картини була перенесена з території Великої Британії на землі Республіки Ірландія. Британське Міністерство оборони відмовилося надати знімальній групі необхідну допомогу, надавши як статистів своїх бійців. Тоді-то на виручку Спілбергу і прийшли ірландські солдати (близько 250 чоловік).
Під час зйомок Спілберг показував знятий матеріал ветеранам висадки в Нормандії з метою домогтися найточнішого відтворення подій. Багато в чому саме їх консультації допомогли фільму бути дуже достовірним навіть у деталях. Наприклад, приголомшена вибухами риба, викинута на пляж «Омаха» — підказка учасників десанту. Для зйомок сцен, в яких солдатам відриває руки і ноги, були запрошені люди з інвалідністю.
Оскільки при відтворенні військових дій у воді металева амуніція була заважкою для акторів, було виготовлено дерев'яну. Також у даній сцені використали 40 баррелів штучної крові. Звуки стрільби були записані при реальному використанні військової техніки періоду Другої світової війни, що було відтворено неподалік від Атланти, штат Джорджія. Оскільки у світі залишилося небагато діючої німецької бронетехніки, німецькі «Тигри» були копіями справжніх танків на основі Т-34.
В оригінальній версії сценарію мова персонажа Тома Хенкса, звернена до решти учасників бойового підрозділу, була набагато довша (у ній герой розповідає про те, що він готовий зробити, щоб повернутися назад додому). Чинив опір сам Хенкс, нарікаючи на те, що його персонажу не варто так довго говорити. Спілберг погодився, і монолог був серйозно купований.
Стівен Спілберг навмисно знизив кольоровість плівки приблизно на 60 %, тому що дія картини відбувається в часи, коли кольорового телебачення ще не існувало. Проте дві провідні кабельні компанії США (DirecTV і Dish) при показі картини на своїх каналах повернули справжні кольори назад. Після перших двох днів показу на Центри підтримки цих каналів обрушився шквал дзвінків незадоволених громадян, що скаржилися на відсутність колірної гами в переданому малюнку.
Це остання картина, монтаж якої проводився без застосування цифрових технологій, що стала переможцем церемонії Оскар в номінації «Найкращий монтаж».

## Касові збори
Касові збори становили $481 840 909 ($216 540 909 у США та $265 300 000 за кордоном).

## Сприйняття
Фільм отримав загальне визнання. На агрегаторі рецензій Rotten Tomatoes фільм має рейтинг 92 % (на основі 132 відгуків) і середню оцінку 8,6/10. На Metacritic стрічка має середній бал 90 зі 100 (на основі 35 рецензій).
Епізоди фільму (висадка військ на узбережжі, атака кулеметної обслуги, оборона Роммеля) увійшли в основу сюжету безлічі комп'ютерних ігор: Conker's Bad Fur Day, Commandos 3: Road to Berlin, Call of Duty 2, Company of Heroes, Medal of Honor, Day of Defeat та ін..

### Історичність
Багато хвалебних відгуків фільмові було зроблено стосовно реалістичності бойових сцен і стосовно акторської гри, однак, фільмові закидали ігнорування вкладу інших країн-союзниць (Західний фронт) під час висадки в Нормандії (т. зв. D-Day) узагалі, і на Плацдарм «Омаха» (Омаха Біч) зокрема. Прямим прикладом є той факт, що під час висадки 2-й батальйон рейнджерів висаджувався з британських кораблів і доправлявся до плацдарму «Омаха» (Омаха Біч) плавзасобами Королівського ВМС Великої Британії (LCA). У фільмі зображено, ніби рейнджери користуються плавзасобами Берегової охорони США (LCVP — для особового складу і LCM — для техніки) з американських кораблів, зокрема, з транспорту «USS Thomas Jefferson» (APA-30). Ця критика мала метою викрити Спілбергові намагання зробити фільм більш «американським» (бо орієнтувався він, здебільшого, на американську аудиторію).

### Сцени насилля
Реліз фільму заборонили в Малайзії, коли Спілберг відмовився вирізати сцени з насильством; проте, фільм вийшов там на DVD із сертифікатом 18SG (сцени з надміром насильства) набагато пізніше, 2005-го року.
У Сінгапурі ця картина отримала небачений досі рейтинг NC-16 (від 16 років). З одного боку, картина була дуже жорстокою, що виключало отримання рейтингу PG, з іншого боку в картині не було сексуальної тематики, у зв'язку з чим рейтинг R також не міг бути отриманий. Тоді-то і був знайдений компромісний варіант рейтингу. Фільм не був пропущений до прокату цензорами Індії через занадто велику кількість сцен насильства. У зв'язку з цим до Спілберга були пред'явлені вимоги вирізати з індійської версії картини найжорстокіші моменти. Однак Стівен, на подив індійських прокатників, відмовився і запропонував Індії взагалі відмовитися від релізу. Розуміючи всю серйозність ситуації, прем'єр-міністр Індії вирішив подивитися картину сам, і, залишившись враженим побаченим, ухвалив рішення випустити на екрани країни оригінальну версію без купюр.

## Нагороди і номінації
- Кінопремія «Оскар» — 5 перемог (найкраща операторська робота — Януш Камінський, найкращий режисер — Стівен Спілберг, найкращі ефекти, найкращий монтаж — Майкл Кан, найкращий звук), 6 номінацій (найкращий актор — Том Генкс, найкращий артрежисер, найкращий грим, найкраща музика — Джон Вільямс, найкраща літературна основа — Роберт Родет, найкращий фільм)[14];
- British Academy Film Awards — дві перемоги (найкращий звук, найкращі спеціальні ефекти), 8 номінацій;
- Золотий глобус — 2 нагороди (найкращий повнометражний фільм, найкращий режисер) та 3 номінації (найкращий сценарій, найкраща музика до кінофільму, найкращий актор — Том Генкс);
- Норвезька кінопремія «Аманда» — найкращий зарубіжний фільм;
- Нагорода Гільдії кінознавців і кінокритиків Росії — найкращий зарубіжний фільм російського прокату[15];
- Фільм було номіновано на нагороду MTV Movie Awards (номінація — Найкращий фільм)[16].

### Повний список відзнак
| Нагорода                                               | Категорія                                                                    | Номінація                                                  | Результат |
| ------------------------------------------------------ | ---------------------------------------------------------------------------- | ---------------------------------------------------------- | --------- |
| «Оскар» (71-ша церемонія вручення)                     | Найкраща робота оператора                                                    | Януш Камінський                                            | Перемога  |
| «Оскар» (71-ша церемонія вручення)                     | Найкраща робота режисера                                                     | Стівен Спілберг                                            | Перемога  |
| «Оскар» (71-ша церемонія вручення)                     | Найкращий звуковий монтаж                                                    | Гері Райдстром та Річард Гімнс                             | Перемога  |
| «Оскар» (71-ша церемонія вручення)                     | Найкращий монтаж                                                             | Майкл Кан                                                  | Перемога  |
| «Оскар» (71-ша церемонія вручення)                     | Найкращий звук                                                               | Гері Райдстром, Гері Саммерс, Енді Нельсон та Рон Джадкінс | Перемога  |
| «Оскар» (71-ша церемонія вручення)                     | Найкраща чоловіча роль                                                       | Том Генкс                                                  | Номінація |
| «Оскар» (71-ша церемонія вручення)                     | Найкраща робота художника-постановника                                       | Томас І. Сандерс and Ліза Дін                              | Номінація |
| «Оскар» (71-ша церемонія вручення)                     | Найкращий грим                                                               | Лоїс Бервелл, Конор О'Салліван і Деніел С. Стріпеке        | Номінація |
| «Оскар» (71-ша церемонія вручення)                     | Найкращий оригінальний саундтрек                                             | Джон Вільямс                                               | Номінація |
| «Оскар» (71-ша церемонія вручення)                     | Найкращий фільм                                                              | Стівен Спілберг, Йен Брайс, Марк Гордон та Гері Левінсон   | Номінація |
| «Оскар» (71-ша церемонія вручення)                     | Найкращий оригінальний сценарій                                              | Роберт Родат                                               | Номінація |
| Академія наукової фантастики, фентезі та фільмів жахів | Найкращий фільм-триллер                                                      |                                                            | Перемога  |
| Академія наукової фантастики, фентезі та фільмів жахів | Найкращі спеціальні ефекти                                                   |                                                            | Номінація |
| Amanda Awards                                          | Найкращий іноземний фільм                                                    | Стівен Спілберг                                            | Номінація |
| Монтажери американського кіно                          | Найкращий повнометражний змонтований фільм                                   | Майкл Кан                                                  | Перемога  |
| American Society of Cinematographers                   | Outstanding Achievement in Cinematography in Theatrical Releases             |                                                            | Номінація |
| Art Directors Guild                                    | Feature Film                                                                 |                                                            | Номінація |
| Awards of the Japanese Academy                         | Best Foreign Film                                                            |                                                            | Номінація |
| BAFTA Awards                                           | Best Sound                                                                   |                                                            | Перемога  |
| BAFTA Awards                                           | Best Special Effects                                                         |                                                            | Перемога  |
| BAFTA Awards                                           | Anthony Asquith Award for Film Music                                         | Джон Вільямс                                               | Номінація |
| BAFTA Awards                                           | Best Cinematography                                                          |                                                            | Номінація |
| BAFTA Awards                                           | Best Editing                                                                 | Michael Kahn                                               | Номінація |
| BAFTA Awards                                           | Best Film                                                                    |                                                            | Номінація |
| BAFTA Awards                                           | Best Makeup                                                                  |                                                            | Номінація |
| BAFTA Awards                                           | Best Actor                                                                   | Том Генкс                                                  | Номінація |
| BAFTA Awards                                           | Best Production Design                                                       |                                                            | Номінація |
| BAFTA Awards                                           | David Lean Award for Direction                                               | Стівен Спілберг                                            | Номінація |
| BMI Film Music Award                                   | BMI Film Music Award                                                         | Джон Вільямс                                               | Перемога  |
| Blockbuster Entertainment Award                        | Favorite Actor                                                               | Том Генкс                                                  | Перемога  |
| Blockbuster Entertainment Award                        | Favorite Supporting Actor                                                    | Jeremy Davies                                              | Номінація |
| Boston Society of Film Critics Awards                  | Best Cinematography                                                          |                                                            | Перемога  |
| British Society of Cinematographers                    | Best Cinematography                                                          |                                                            | Номінація |
| Кінопремія «Вибір критиків»                            | Best Director                                                                | Стівен Спілберг                                            | Перемога  |
| Кінопремія «Вибір критиків»                            | Best Picture                                                                 |                                                            | Перемога  |
| Кінопремія «Вибір критиків»                            | Best Score                                                                   | Джон Вільямс                                               | Перемога  |
| Camerimage                                             | Best Cinematography                                                          |                                                            | Номінація |
| Casting Society of America                             | Best Casting                                                                 |                                                            | Перемога  |
| Chicago Film Critics Association Awards                | Best Picture                                                                 |                                                            | Перемога  |
| Chicago Film Critics Association Awards                | Best Actor                                                                   | Том Генкс                                                  | Номінація |
| Chicago Film Critics Association Awards                | Best Cinematography                                                          |                                                            | Номінація |
| Chicago Film Critics Association Awards                | Best Director                                                                | Стівен Спілберг                                            | Номінація |
| Chlotrudis Awards                                      | Best Cinematography                                                          |                                                            | Номінація |
| Cinema Audio Society                                   | Best Sound                                                                   |                                                            | Перемога  |
| Czech Lions                                            | Best Foreign Film                                                            | Стівен Спілберг                                            | Перемога  |
| Сезар                                                  | Best Foreign Film                                                            | Стівен Спілберг                                            | Номінація |
| Dallas-Fort Worth Film Critics Association Awards      | Best Picture                                                                 |                                                            | Перемога  |
| Dallas-Fort Worth Film Critics Association Awards      | Best Actor                                                                   | Том Генкс                                                  | Номінація |
| Directors Guild of America                             | Outstanding Directorial Achievement                                          | Стівен Спілберг                                            | Перемога  |
| Empire Awards                                          | Best Actor                                                                   | Том Генкс                                                  | Перемога  |
| Empire Awards                                          | Best Director                                                                | Стівен Спілберг                                            | Перемога  |
| Empire Awards                                          | Best Film                                                                    |                                                            | Номінація |
| Європейський кіноприз                                  | Screen International Award                                                   | Стівен Спілберг                                            | Номінація |
| Film Critics Circle of Australia Awards                | Best Foreign Film                                                            |                                                            | Номінація |
| Florida Film Critics Circle Awards                     | Best Cinematography                                                          |                                                            | Перемога  |
| Золотий глобус                                         | Best Director                                                                | Стівен Спілберг                                            | Перемога  |
| Золотий глобус                                         | Best Motion Picture                                                          |                                                            | Перемога  |
| Золотий глобус                                         | Best Original Score                                                          | Джон Вільямс                                               | Номінація |
| Золотий глобус                                         | Best Actor                                                                   | Том Генкс                                                  | Номінація |
| Золотий глобус                                         | Best Screenplay                                                              |                                                            | Номінація |
| Grammy Awards                                          | Best Instrumental Composition Written for a Motion Picture or for Television | Джон Вільямс                                               | Перемога  |
| Harry Awards                                           | Harry Award                                                                  |                                                            | Перемога  |
| Huabiao Film Awards                                    | Best Foreign Film                                                            |                                                            | Перемога  |
| Humanitas Prize                                        | Feature Film Category                                                        |                                                            | Номінація |
| Italian National Syndicate of Film Journalists         | Best Foreign Director                                                        | Стівен Спілберг                                            | Перемога  |
| Kansas City Film Critics Circle Awards                 | Best Film                                                                    |                                                            | Перемога  |
| Kansas City Film Critics Circle Awards                 | Best Director                                                                | Стівен Спілберг                                            | Перемога  |
| Kansas City Film Critics Circle Awards                 | Best Supporting Actor                                                        | Jeremy Davies                                              | Перемога  |
| Key Art Awards                                         | Best of Show — Audiovisual                                                   |                                                            | Перемога  |
| Las Vegas Film Critics Society Awards                  | Best Cinematography                                                          |                                                            | Перемога  |
| Las Vegas Film Critics Society Awards                  | Best Director                                                                | Стівен Спілберг                                            | Перемога  |
| Las Vegas Film Critics Society Awards                  | Best Picture                                                                 |                                                            | Перемога  |
| Премія Лондонського гуртка кінокритиків                | Film of the Year                                                             |                                                            | Перемога  |
| Премія Лондонського гуртка кінокритиків                | Actor of the Year                                                            | Matt Damon                                                 | Номінація |
| Премія Лондонського гуртка кінокритиків                | Actor of the Year                                                            | Том Генкс                                                  | Номінація |
| Премія Лондонського гуртка кінокритиків                | Director of the Year                                                         | Стівен Спілберг                                            | Номінація |
| Los Angeles Film Critics Association Awards            | Best Cinematography                                                          |                                                            | Перемога  |
| Los Angeles Film Critics Association Awards            | Best Director                                                                | Стівен Спілберг                                            | Перемога  |
| Los Angeles Film Critics Association Awards            | Best Picture                                                                 |                                                            | Перемога  |
| MTV Movie Awards                                       | Best Action Sequence                                                         | Том Генкс                                                  | Номінація |
| MTV Movie Awards                                       | Best Male Performance                                                        | Том Генкс                                                  | Номінація |
| MTV Movie Awards                                       | Best Movie                                                                   |                                                            | Номінація |
| Motion Picture Sound Editors                           | Best Sound Editing — Dialogue                                                |                                                            | Перемога  |
| Motion Picture Sound Editors                           | Best Sound Editing — Sound Effects                                           |                                                            | Перемога  |
| Motion Picture Sound Editors                           | Best Sound Editing — Music                                                   |                                                            | Номінація |
| National Board of Review                               | Top Ten Films                                                                |                                                            | Перемога  |
| National Society of Film Critics Awards                | Best Film                                                                    |                                                            | Номінація |
| New York Film Critics Circle Awards                    | Best Film                                                                    |                                                            | Перемога  |
| Online Film Critics Society Awards                     | Best Cinematography                                                          |                                                            | Перемога  |
| Online Film Critics Society Awards                     | Best Director                                                                | Стівен Спілберг                                            | Перемога  |
| Online Film Critics Society Awards                     | Best Ensemble                                                                |                                                            | Перемога  |
| Online Film Critics Society Awards                     | Best Film                                                                    |                                                            | Перемога  |
| Online Film Critics Society Awards                     | Best Film Editing                                                            | Michael Kahn                                               | Перемога  |
| Online Film Critics Society Awards                     | Best Actor                                                                   | Том Генкс                                                  | Номінація |
| Online Film Critics Society Awards                     | Best Music                                                                   | Джон Вільямс                                               | Номінація |
| PGA Awards                                             | Motion Picture Producer of the Year Award                                    |                                                            | Перемога  |
| Russian Guild of Film Critics                          | Best Foreign Film                                                            | Стівен Спілберг                                            | Перемога  |
| Satellite Awards                                       | Best Motion Picture                                                          | Michael Kahn                                               | Перемога  |
| Satellite Awards                                       | Best Director                                                                | Стівен Спілберг                                            | Номінація |
| Satellite Awards                                       | Best Motion Picture — Drama                                                  |                                                            | Номінація |
| Satellite Awards                                       | Best Motion Picture — Cinematography                                         |                                                            | Номінація |
| Satellite Awards                                       | Best Motion Picture — Score                                                  |                                                            | Номінація |
| Satellite Awards                                       | Best Motion Picture — Screenplay                                             |                                                            | Номінація |
| Satellite Awards                                       | Best Actor                                                                   | Tom Sizemore                                               | Номінація |
| Satellite Awards                                       | Best Visual Effects                                                          |                                                            | Номінація |
| Screen Actors Guild Awards                             | Best Ensemble                                                                |                                                            | Номінація |
| Screen Actors Guild Awards                             | Best Actor                                                                   | Том Генкс                                                  | Номінація |
| Southeastern Film Critics Association Awards           | Best Director                                                                | Стівен Спілберг                                            | Перемога  |
| Southeastern Film Critics Association Awards           | Best Picture                                                                 |                                                            | Перемога  |
| Toronto Film Critics Association Awards                | Best Director                                                                | Стівен Спілберг                                            | Перемога  |
| Toronto Film Critics Association Awards                | Best Picture                                                                 |                                                            | Перемога  |
| Toronto Film Critics Association Awards                | Best Male Performance                                                        | Том Генкс                                                  | Номінація |
| Writers Guild of America                               | Best Screenplay                                                              |                                                            | Номінація |